# Money (Zeitschrift)
Money ist ein persönliches Wirtschaftsmagazin von Time Inc. Mit einer Gesamtauflage von 1,9 Millionen und einer Leserschaft von ca. 7 Millionen gehört es zu den verbreitetsten Wirtschaftspublikationen weltweit. Es ist bekannt für Auflistungen wie „America’s Best Places to Live“. Die Artikel umfassen sämtliche Finanz- und Technologiethemen von Aktien und Anleihen zu den weltweit größten Hackern und kleinsten Armbanduhren. Die Website CNNmoney.com gehört laut Time Warner zur größten Website im Wirtschaftsbereich.